# Wiatrak Xarolla
Wiatrak Xarolla (malt. Mitħna tax-Xarolla, ang. Xarolla Windmill) – młyn w Żurrieq, na Malcie. Powstał w roku 1724. Jest jednym z wiatraków, zbudowanych na Malcie przez Zakon świętego Jana.

## Historia

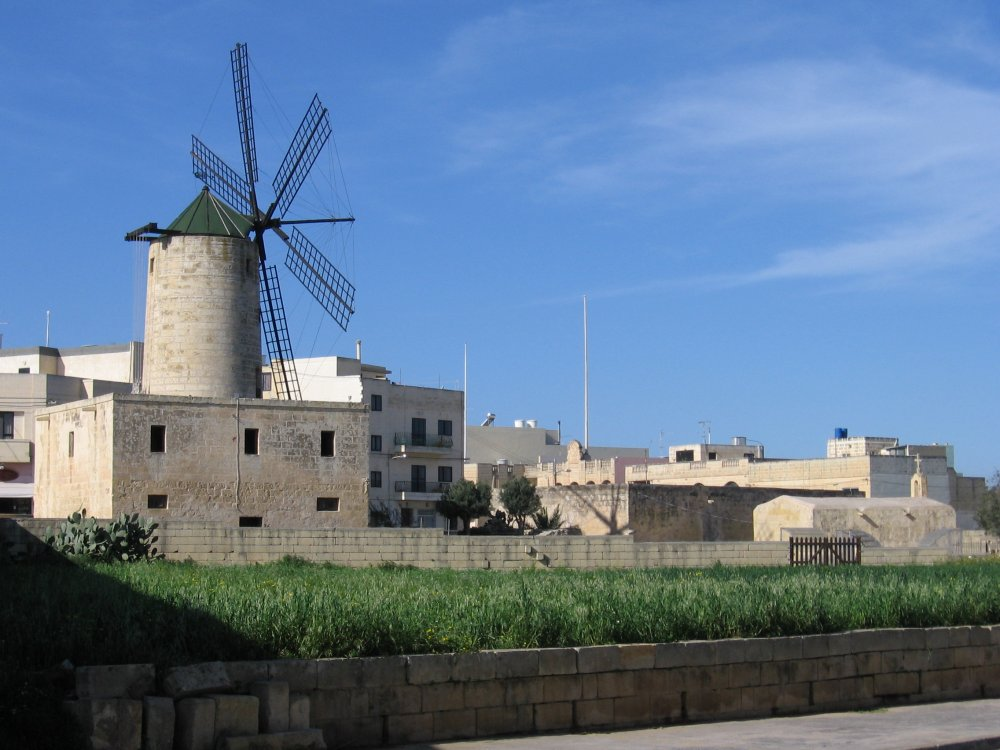
Xarolla Windmill (2007)

W roku 1674 Wielki Mistrz Nicolas Cotoner zbudował na Malcie pięć młynów wiatrowych, jednym z nich był wiatrak tax-Xarolla. Stojący do dziś wiatrak tax-Xarolla zbudowany został przez Wielkiego Mistrza Antonio Manoela de Vilhenę w roku 1724. W roku 1939 młyn był wciąż używany do mielenia zboża, później powoli popadał w stan zaniedbania. Około roku 1960 został odnowiony. W roku 1978 jego skrzydła zostały uszkodzone przez burzę. W latach 90. XX wieku został odrestaurowany i uruchomiony. Jest aktualnie jedynym na Malcie czynnym młynem wiatrowym, stanowiąc ważny przykład lokalnej kultury i dziedzictwa; wciąż posiada niektóre oryginalne części swojej maszynerii. W roku 2000 administracja zabytkiem została przejęta przez Żurrieq Local Council (lokalną radę), która wykorzystuje budynek również jako centrum kulturalne.

5 marca 2009 roku skrzydła wiatraka zostały mocno zniszczone przez wichurę, uszkodzenia naprawione zostały w roku 2011. 
Wiatrak obecnie jest jednym z najlepiej zachowanych obiektów tego typu na Malcie. Jest atrakcją turystyczną, znajduje się w kompleksie budynków rolniczych, w pobliżu znajduje się kaplica i katakumby.